# Mládežnická vesnice Adanim
Mládežnická vesnice Adanim (hebrejsky: כפר נוער עדנים, Kfar no'ar Adanim) je vzdělávací komplex v Izraeli, v Jižním distriktu, v Oblastní radě Bnej Šim'on. Leží poblíž kibucu Bejt Kama v nadmořské výšce cca 240 metrů v severní části pouště Negev, cca 30 kilometrů od břehu Středozemního moře, cca 70 kilometrů jižně od centra Tel Avivu, cca 58 kilometrů jihozápadně od historického jádra Jeruzalému a 20 kilometrů severně od města Beerševa.

## Dějiny
Za vznikem této vzdělávací instituce stojí organizace Adanim zřízená roku 1999. Jejím cílem je pomáhat při výchově mládeže s mentálními defekty a psychickými poruchami. Mládežnická vesnice Adanim byla založena v roce 2006. V září onoho roku se nastěhovala do nynější lokality. Sestává z internátu obývaného 52 klienty, dále z terapeutických prostor, učeben, zdravotního střediska a areálu s farmou, která je rovněž součástí terapie.